# ロバート・キング
ロバート・ウェイド（ボブ）・キング（Robert Wade "Bob" King、1906年6月20日 - 1965年7月29日）は、アメリカ合衆国の陸上競技選手である。1928年に開催されたアムステルダムオリンピックに参加して、走高跳で金メダルを獲得した。

## 経歴
ロバート・キングは、当時世界最高の走高跳選手と認められていた。彼はIC4A（en:IC4A）主催の走高跳競技で1926年に優勝し、AAU主催の大会では1927年に優勝している。1928年には、IC4A、NCAAの大会で勝利を収め、AAUの大会では1位タイとなっていた。
アムステルダムオリンピックの走高跳決勝は7月29日に行われ、予選を通過した18人の選手が出場した。この試合は5時間にわたって激闘が続き、キングはただ一人1メートル94センチをクリアして金メダルを獲得した。
キングは大学卒業後に医学の道に進み、後に有名な産科医となった。